# Joaquín Albarrán

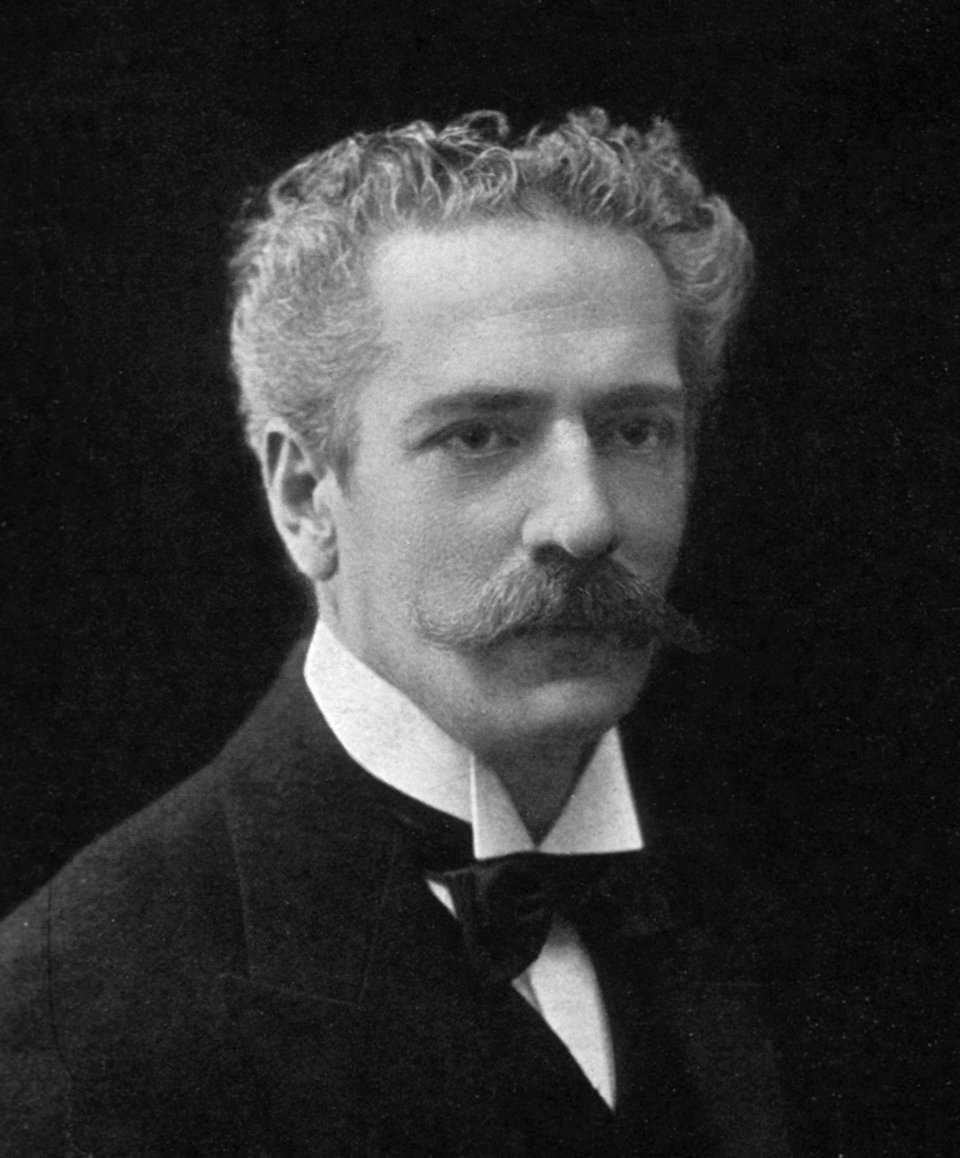
Joaquin Albarrán

Joaquín María Albarrán y Domínguez (* 9. Mai 1860 in Sagua la Grande, Kuba; † 17. Januar 1912 in Paris) war ein kubanischer Urologe.

## Leben
1878 ging Joaquin Albarrán nach Paris, wo er unter vielen renommierten Ärzten forschte und arbeitete. Nach Albarráns Einschätzung beeinflussten der Anatom Louis-Antoine Ranvier (1835–1922) und der Urologe Jean Casimir Félix Guyon (1831–1920) maßgeblich seine Karriere. Im Jahr 1905 führt er die experimentelle Polyurie zur Diagnose von Nierenstörungen ein. 1906 wurde er Nachfolger von Guyon als Direktor der Urologischen Klinik am Hôpital Necker im 15. Arrondissement (Paris). Zu Beginn seiner Laufbahn befasste er sich mit Mikrobiologie und Histopathologie. Später wechselte er zur Urologie, für deren Entwicklung er wesentliche Beiträge leistete. Er war der erste Arzt, der in Frankreich eine perineale Prostatektomie durchführte. Ihm ist die Erfindung einer Vorrichtung zur Steuerung eines Katheters an der Cystoskopspitze zur Katheterisierung der Ureteren (Harnleiterschienung) zu verdanken. Die Vorrichtung ist als Albarrán-Hebel bekannt und wird heute auch in der Gastroenterologie zur Endoskopie von Gallen- und Pankreasgang verwendet. Albarrán erhielt dreimal den nach Jonathan Goddard benannten Preis und wurde 1912 für den Nobelpreis nominiert.

## Eponyme
- „Albarrán-Ormond Syndrom“: entzündliche Retroperitonealfibrose; benannt auch nach dem amerikanischen Urologen John Kelso Ormond (1886–1978), auch als Gerota-Syndrom benannt nach dem rumänischen Anatomen und Chirurgen Dimitrie Gerota (1867–1939).
- „Albarrán-Drüsen“: winzige subtrigonale Drüsen der Harnblase.
- „Albarrán-Zeichen“: klinisches Zeichen des Nierenbeckenkarzinoms.

## Persönliches
Albarran war mit Pauline Ferri verheiratet. Ihr gemeinsamer Sohn Pierre Albarran (1893–1960) war Tennis- und professioneller Bridgespieler.

## Schriften
- Anatomie et physiologie pathologique de la rétention de l’urine. Masson, Paris 1890 (zusammen mit Jean Casimir Félix Guyon).
- Sur un série de quarante opérations pratiqués sur la rein. Revue de chirurgie 16 (1896), S. 882–884 (erste geplante Nephrostomie).
- Operative Chirurgie der Harnwege. Normale Anatomie und chirurgische pathologische Anatomie („Médecine opératoire des voies urinaires“). Fischer, Jena 1910.
- Étude sur le rein des urinaires. Dissertation, Universität Paris 1889.
- Les tumeurs de la vessie. Steinheil, Paris 1892.